# Permanenciaelv
A matematikában a permanenciaelv (állandósági elv) a fogalmak és definíciók általánosításakor (kiterjesztésekor) követett elv, melynél az a cél, hogy a bővebben értelmezett fogalom lehetőleg minél inkább hasonlítson a szűkebb fogalomra. Másképp megfogalmazva, hogy a lehető legtöbb korábbi azonosság és összefüggés érvényes maradjon az új fogalom használatakor is. Az elv minimálisra igyekszik szorítani az elfajult esetek fellépését.
A permanenciaelv alkalmazására példa a műveletek kiterjesztése:
Az összeadást, kivonást, szorzást, osztást, hatványozást, gyökvonást először a természetes számok halmazán szokás értelmezni. Minden kiterjesztésben fontos, hogy megmaradjanak a műveletek alaptulajdonságai: az összeadás és a szorzás legyen kommutatív, asszociatív, továbbá a szorzás legyen disztributív az összeadásra. Az egyes műveletek kiterjesztése egymástól is függ. Például, ha a kivonást úgy terjesztik ki, hogy mindig a nagyobb számból kell kivonni a kisebbet, akkor nem lehet bevezetni a negatív számokat.
Egyes esetekben többféle kiterjesztés is lehetséges, és van, hogy nem lehet minden megőrizni kívánt tulajdonságot megtartani. A többféle kiterjesztésre példa a konjunkció kiterjesztése a háromértékű logikában. A kvaterniók algebrájában nem lehet úgy szorzást definiálni, hogy asszociatív, disztributív és kommutatív legyen. Ilyenkor mérlegelni kell, hogy mit lehet megtartani a fontos tulajdonságok közül, és miről kell lemondani.